# IC 2687
IC 2687 је појединачна звијезда у сазвјежђу Лав која се налази на листи објеката дубоког неба у Индекс каталогу.
Деклинација објекта је + 10° 9' 29" а ректасцензија 11h 17m 12,1s.